# Mayfair Witches
Entretien avec un vampire
Anne Rice's Mayfair Witches ou simplement Mayfair Witches est une série télévisée américaine créée par Esta Spalding (en) et Michelle Ashford, diffusée depuis le 8 janvier 2023.
Il s'agit de l'adaptation de la série de romans Saga des sorcières d'Anne Rice, publiée entre 1990 et 1994. C'est la seconde série télévisée de l'univers télévisuel Immortal Universe, inspiré par les œuvres de Rice.
En France, la série est diffusée sur Paramount+.

## Synopsis
La neurochirurgienne Rowan Mayfair apprend qu'elle descend d'une lignée de sorcières écossaises. Elle est l'héritière de leurs pouvoirs à travers un démon gardien.

## Distribution

### Principaux
- Alexandra Daddario (VFB : Marcha van Boven) : Dr Rowan Fielding
- Tongayi Chirisa (en) (VFB : Sébastien Hébrant) : Ciprien Grieve
- Jack Huston (VFB : Philippe Résimont) : Lasher
- Harry Hamlin (VFB : Franck Dacquin) : Cortland Mayfair

### Récurrents
- Annabeth Gish : Deirdre Mayfair
  - Cameron Inman (VFB : Audrey d'Hulstère) : Deirdre Mayfair jeune
- Beth Grant (VFB : Nathalie Hons) : Carlotta Mayfair
- Erica Gimpel (VFB : Nathalie Stas) : Ellie Mayfair
- Jen Richards (VFB : France Bastoen) : Joséphine « Jojo » Mayfair
- Geraldine Singer : Millie Mayfair
- Hannah Alline : Suzanne Mayfair
- Ravi Naidu : Samir
- Keyara Milliner : Odette Grieve
- Charlayne Woodard : Dolly Jean Mayfair
- Suleka Mathew (VFB : Sophie Landresse) : Arjuna

### Invités
- Chris Coy (VFB : Thierry Janssen) : Arlo Whittle
- Madison Wolfe (VFB : Marie du Bled) : Tessa Mayfair
- Dennis Boutsikaris (VFB : Daniel Nicodème) : Albrecht

Version française dirigée par Alexandra Correa au studio Khobalt (Belgique), d'après une adaptation des dialogues de Vincent Bonneau. Informations prélevées des cartons du doublage français.

## Épisodes

### Première saison (2023)
1. The Witching Hour
2. The Dark Place
3. Second Line
4. Curiouser and Curiouser
5. The Thrall
6. Transference
7. Tessa
8. What Rough Beast

### Deuxième saison (2025)
Le 3 février 2023, la série est renouvelée pour une deuxième saison de huit épisodes, diffusée à partir du 5 janvier 2025.
1. Lasher
2. Ten of Swords
3. Cover the Mirrors
4. Double Helix
5. Julien's Victrola
6. Michaelmas
7. A Tangled Web
8. The Innocents

### Troisième saison (2026)
Le 9 avril 2025, la série est renouvelée pour une troisième saison, prévue pour 2026.